# Los Palmitos (ort)
Los Palmitos är en ort i Colombia.   Den ligger i departementet Sucre, i den norra delen av landet, 500 km norr om huvudstaden Bogotá. Los Palmitos ligger 181 meter över havet och antalet invånare är 14 385.
Terrängen runt Los Palmitos är platt. Runt Los Palmitos är det ganska tätbefolkat, med 104 invånare per kvadratkilometer. Närmaste större samhälle är Sincelejo, 16,5 km sydväst om Los Palmitos. Omgivningarna runt Los Palmitos är huvudsakligen savann.